# Clássica Aldeias do Xisto de 2018
A 2.ª edição da Clássica Aldeias do Xisto teve lugar a 25 de março de 2018. Faz parte do calendário UCI Europe Tour de 2018 em categoria 1.2. A corrida foi vencida pelo Português Daniel Mestre (Efapel).

## Apresentação

### Equipas
| Equipes Continentais (9)- Aviludo-Louletano - Efapel - LA Alumínios-Metalusa - Liberty Seguros-Carglass - Miranda-Mortágua - Rádio Popular-Boavista - Sporting-Tavira - Vito-Feirense-BlackJack - W52-FC Porto Equipes regionais e clubes (2)- Bicicletas Rodríguez-Extremadura - Caja Rural-Seguros RGA amateur |
| |

## Classificações

### Classificação final
A corrida foi vencida pelo Português Daniel Mestre (Efapel).
| \| Classificação geral \| Classificação geral \| Classificação geral \| Classificação geral \| Classificação geral \| \| Ciclista \| Ciclista \| Equipe \| Tempo \| \| \| ------------------- \| -------------------- \| ---------------------- \| ------------------- \| ------------------- \| \| 1. \| Daniel Mestre \| Efapel \| 3h51m27s \| \| \| 2. \| Jóni Brandão \| Sporting-Tavira \| + 1s \| \| \| 3. \| Raúl Alarcón \| W52-FC Porto \| DQ \| \| \| 4. \| Domingos Gonçalves \| Rádio Popular-Boavista \| + 40s \| \| \| 5. \| Óscar Hernández \| Aviludo-Louletano-Uli \| + 1m07s \| \| \| 6. \| Gustavo Veloso \| W52-FC Porto \| + 2m40s \| \| \| 7. \| Frederico Figueiredo \| Sporting-Tavira \| + 2m44s \| \| \| 8. \| Sérgio Paulinho \| Efapel \| + 2m52s \| \| \| 9. \| Óscar González Brea \| \| + 2m55s \| \| \| 10. \| David de la Fuente \| Aviludo-Louletano-Uli \| + 2m55s \| \| |                      |                        |          |
| |                      |                        |          |
| Fonte: ProCyclingStats |                      |                        |          |
| Classificação geral |                      |                        |          |
| Ciclista | Ciclista             | Equipe                 | Tempo    |
| 1. | Daniel Mestre        | Efapel                 | 3h51m27s |
| 2. | Jóni Brandão         | Sporting-Tavira        | + 1s     |
| 3. | Raúl Alarcón         | W52-FC Porto           | DQ       |
| 4. | Domingos Gonçalves   | Rádio Popular-Boavista | + 40s    |
| 5. | Óscar Hernández      | Aviludo-Louletano-Uli  | + 1m07s  |
| 6. | Gustavo Veloso       | W52-FC Porto           | + 2m40s  |
| 7. | Frederico Figueiredo | Sporting-Tavira        | + 2m44s  |
| 8. | Sérgio Paulinho      | Efapel                 | + 2m52s  |
| 9. | Óscar González Brea  |                        | + 2m55s  |
| 10. | David de la Fuente   | Aviludo-Louletano-Uli  | + 2m55s  |